# Diecezja Isiro-Niangara
Diecezja Isiro-Niangara – diecezja rzymskokatolicka w Demokratycznej Republice Konga. Powstała w 1911 jako prefektura apostolska Wschodniego Uele. Promowana jako wikariat apostolski w 1924. Przemianowana w 1926 na wikariat Niangara. Diecezja od 1959, pod obecną nazwą od 1970.

## Biskupi diecezjalni
- Reginaldo van Schoote, † (1912–1922)
- Emilio Rolin, O.P. † (1922–1924)
- Robert Costanzo Lagae, O.P. † (1924–1948)
- François Oddo De Wilde, O.P. † (1948–1976)
- Ambroise Uma Arakayo Amabe † (1976–1989)
- Emile Aiti Waro Leru'a (1989–1994)
- Charles Kambale Mbogha,  † (1995–2001)
- Julien Andavo Mbia, † (2003–2024)
- Dieudonné Madrapile (od 2024)